# Euxoa lecerfi
Euxoa lecerfi är en fjärilsart som beskrevs av Hans Zerny 1934. Euxoa lecerfi ingår i släktet Euxoa och familjen nattflyn. Inga underarter finns listade i Catalogue of Life.